# Amphoe
Een amphoe (soms ook wel gespeld als amphur, Thai: อำเภอ) is een bestuurlijke eenheid op het tweede niveau Thailand onder de changwat (provincies). Het woord wordt normaal gesproken vertaald met het Nederlandse woord district. De amphoe zijn op hun beurt verder onderverdeeld in tambon (gemeenten).

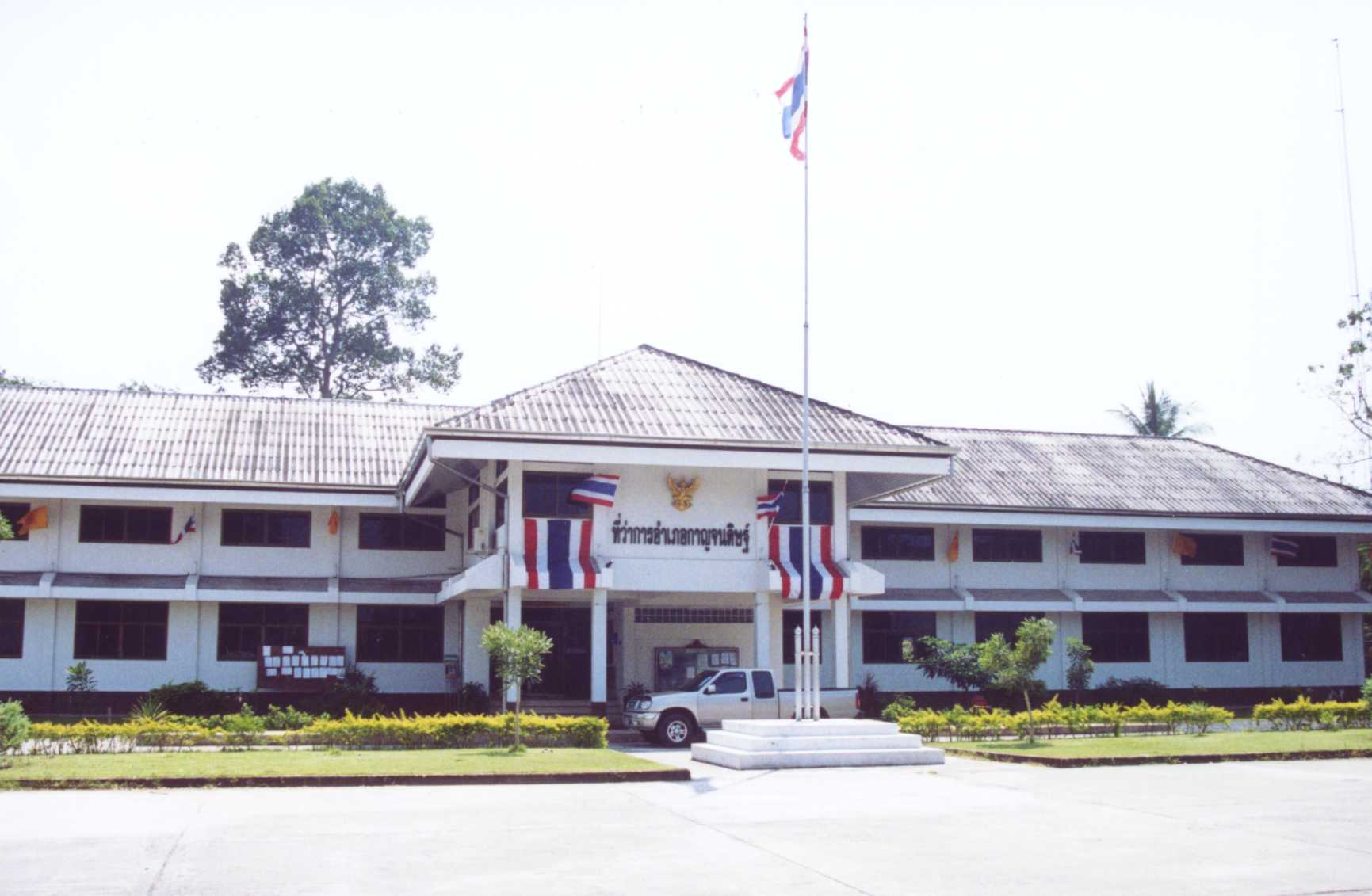
Districtsgebouw van het district Kanchanadit in de provincie Surat Thani

Volgens de census van 2000 heeft Thailand 796 amphoe (zowel enkelvoud als meervoud) en 80 subdistricten (King Amphoe, กิ่งอำเภอ). De stad Bangkok is onderverdeeld in 50 districten die khet (เขต) genoemd worden, maar zelfs in officiële documenten worden de khet soms ten onrechte benoemd als amphoe.
Het aantal amphoe verschilt per provincie, van 3 in de kleinste provincies tot de 50 stadsdistricten van Bangkok. Ook de omvang zowel qua grootte als qua bevolking verschilt per amphoe. King amphoe Ko Kut in de provincie Trat heeft de kleinste bevolking met 2042 inwoners, terwijl de Amphoe Mueang Samut Prakan in de provincie Samut Prakan 435.122 inwoners heeft. Qua grootte zijn de khet van Bangkok het kleinst, khet Samphanthawong is het kleinste met een oppervlakte van 1,4 km². De amphoe in sommige dunbevolkte bergachtige gebieden zijn daarentegen soms groter dan provincies zoals de Amphoe Umphang in de provincie Tak met een oppervlakte van 4325,4 km² als de grootste.